# عبدالله الشامی
عبدالله الشامی (عربی: عبدالله الشامي؛ زادهٔ ۲ مارس ۱۹۹۴) بازیکن فوتبال اهل سوریه است.
از باشگاه‌هایی که در آن بازی کرده‌است می‌توان به باشگاه ورزشی البحرین اشاره کرد.
وی همچنین در تیم‌های ملی فوتبال زیر ۲۰ سال، زیر ۲۳ سال و بزرگسالان سوریه بازی کرده‌است.